# Palais du Podestat (Parme)
Pour les articles homonymes, voir Palazzo del Podestà.
Le Palais du Podestat (en italien : Palazzo del Podestà) est un bâtiment civique de style roman tardif, situé sur le côté sud de la place Garibaldi à Parme, à côté du Palazzo del Comune.

## Histoire
Le palais a été construit entre 1221 et 1240 sur le côté sud de la « Platea Communis » (aujourd'hui Piazza Garibaldi), à l'est de l'actuelle rue Farini, reliée par un « balatorium » au palais Torello (disparu), l'ancien siège de la municipalité jusqu'en 1221. Le bâtiment servait de résidence au podestat, qui jusque-là n'avait pas de résidence permanente dans la ville.
Entre 1281 et 1282, le Palazzo del Capitano del Popolo a été érigé contre le bâtiment, un nouveau siège municipal, relié au Palais du Podestat par une petite entrée et un escalier. Ayant perdu ses fonctions d'origine au fil du temps, le bâtiment est devenu une annexe de l'hôtel de ville.
En 1606, le palais fut partiellement endommagé par l'effondrement de la très haute tour civique, qui détruisit complètement le Palazzo del Capitano del Popolo, reconstruit plus tard dans le style Renaissance tardive entre 1627 et 1673.
En 1760, l'architecte de la cour Ennemond Alexandre Petitot est chargé de mettre la façade de l'édifice en conformité avec la place dans un style néoclassique, à l'occasion du mariage entre la princesse Isabelle de Bourbon-Parme et le futur empereur Joseph II de Habsbourg-Lorraine ; la restauration, qui impliquait la fermeture des fenêtres médiévales et le plâtrage des façades, fut achevée en 1762.
En 1927, le bâtiment a été restauré à nouveau, en enlevant le plâtre et  mettant ainsi en valeur l'ancienne façade médiévale sur la place.
À partir de juin 2016, le bâtiment a fait l'objet d'une nouvelle restauration, avec le nettoyage de la façade et la mise en sécurité de la toiture et des créneaux ; les travaux ont duré 6 mois, pour un coût pour la Commune de 350 000 €.

## Description

Vues de la façade.
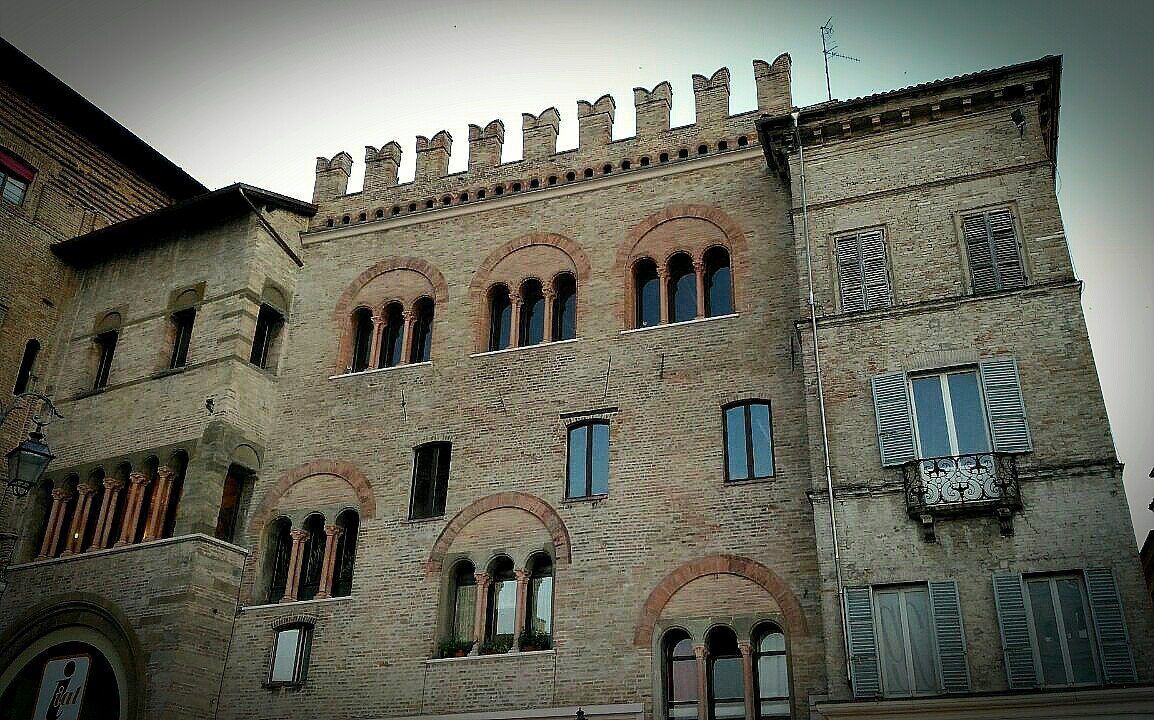
gauche
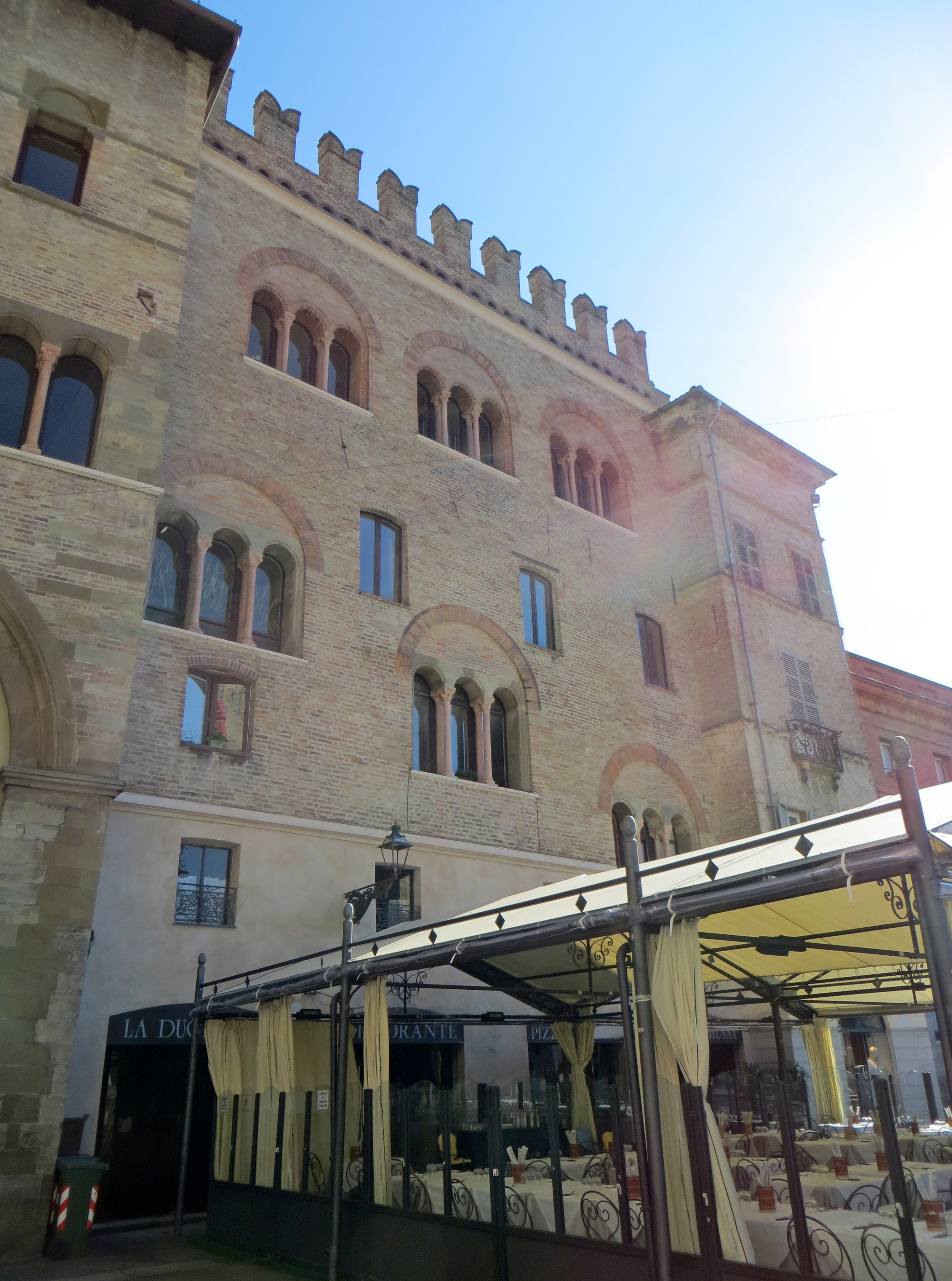

Le bâtiment se compose de deux parties, dont celle de gauche, en contact direct avec l'Hôtel de Ville, légèrement en saillie sur la place ; en parfait alignement avec la Strada Cavour, il se développe sur une grande voûte couronnée par une série de fenêtres à ogive, en correspondance avec le palier de l'ancien escalier, aujourd'hui disparu, qui menait au deuxième étage, où se dressait la demeure au XIIIe siècle du podestat.
Le corps central plus grand est caractérisé par d'élégantes fenêtres médiévales, qui montrent la présence ancienne de l'escalier, dont la rampe initiale se trouvait à l'origine à l'angle de Strada Farini. Au rez-de-chaussée, il y a des magasins, et même au moment de la construction du bâtiment, il y avait des boutiques.
Couronnant la façade se trouve un merlon en forme de queue-d'aronde, reconstruit selon les formes originales lors de la restauration en 1927.